# Благовещенская церковь (Тутаев)
Благовещенская церковь — небольшой бесстолпный храм, построенный в стиле московского православного зодчества XVII века в Тутаеве (Ярославская область).

## Описание
Благовещенский храм был построен в 1660 году на месте прежнего деревянного, который был разобран из-за ветхости. Он находился в селе Ново-Благовещение, которое после реформы 1777 года вошло в черту города Борисоглебска (в 1822 году Борисоглебск и Романов были объединены в один город, который с 1918 года получил имя Тутаев) и первоначально относилось к Спасо-Преображенскому монастырю города Ярославля.
В основе храма квадрат 11 на 11 м, толщина стен — 1 м 30 см. Главной святыней церкви была Донская икона Пресвятой Богородицы, которая в 1771 году спасла жителей слободы от морового поветрия.
21 ноября 1929 года храм был закрыт по решению советских властей. В здании располагался клуб, потом пекарня. Власти пытались разобрать его на кирпичи, но кладка оказалась слишком крепкой. В 1949 году произошёл пожар, здание сильно пострадало.
В середине 1990-х годов началось восстановление храма. С 2001 года храм стал действующим.